# 科茨岛

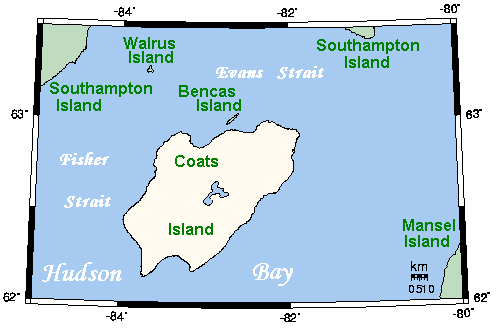
科茨岛地图

科茨岛（英语：Coats Island，伊努伊特语:Akpatordjuark）是加拿大的一个岛屿，位于哈德逊湾北端，隶属努纳武特地区基瓦里奇区。总面积5,498 km²,为世界107大岛，加拿大第24大岛。该岛得名于哈德逊湾公司的威廉姆·科茨。

## 引用文献
1. ↑  . Akpatordjuark.   [2008-04-18]. （原始内容存档于2020-12-05）.